# 亞洲職棒冠軍爭霸賽
亞洲職棒冠軍爭霸賽（英語：Asia Professional Baseball Championship），簡稱亞冠賽，是中華職棒、日本職棒、韓國職棒合辦的跨國棒球聯賽。與先前所舉辦的亞洲職棒大賽不同，亞冠賽是由各聯盟組成聯隊，並有年齡、年資上的限制，舉辦頻率比照奧運及亞運，每四年舉辦一次，由中華職棒、日本職棒、韓國職棒，並邀請澳洲職棒的新生代球員參賽。

## 背景
在2013年亞洲職棒大賽結束後，往後兩年分別因仁川亞運棒球賽及世界棒球十二強賽而停辦，在2016年也沒有舉辦亞洲職棒大賽，使得中華職棒、日本職棒、韓國職棒（以下简称“三地職棒聯盟”）的球員已經連續3個球季沒有在賽季結束後交手過；為了因應臺灣球迷希望能恢復舉辦亞洲職棒大賽，所以在2016年9月時，中華職棒秘書長朱康震表示，將在2016年11月三地職棒聯盟秘書長會議時，討論亞洲職棒大賽復辦的可能性，在2016年底時，日本職棒協會會長熊崎勝彥表示，預計將在2017年11月舉辦新的賽事，名為亞洲冠軍賽，後續歷經三地職棒聯盟多次會議後，在2017年1月23日共同表示，為了響應棒球在2020年重返奧運，並推廣亞洲棒球運動，促進三地職棒間的交流，舉辦亞洲職棒冠軍爭霸賽，然而，亞洲職棒冠軍爭霸賽是以國家或地区代表队形式出賽，而非由聯盟總冠軍球隊出賽，且以年輕球員為主，因此不是亞洲職棒大賽的復辦。

## 歷史
第一屆賽事，於2017年11月16日至11月19日在日本東京巨蛋進行。
第二屆賽事，原於2021年舉行，因新冠疫情延至2023年舉行，於11月16日至11月19日在日本東京巨蛋進行。

## 規章

### 參賽隊伍
- 中華臺北
- 日本

### 參賽資格
為了讓潛力新秀的球員進行球技交流，並各自栽培國家隊未來潛力，限定在24歲以下或加入職棒未滿三年的球員，但每隊可有三名球員不受此限制，因中華職棒是採用季中選秀，所以日本職棒、韓國職棒都同意讓中華職棒球員的年資限制可以延長至三年半。

## 賽制

### 2017年
總共四場比賽，前三場為單循环赛，前兩名晉級冠軍賽；前九局平手時，進入延長賽，第十局採用突破僵局制，最多延長至第十二局。

### 2023年
總共八場比賽，前六場為單循环赛，前兩名晉級冠軍賽、後兩名進入季軍賽；前九局平手時，進入延長賽，第十局採用突破僵局制，預賽、季軍賽最多延長至第十二局，若第十二局結束雙方分數相同（則為和局），冠軍賽無限制；預賽七局相差10分以上，提前結束比賽，冠軍賽無規定。

### 其他規定
- 採用DH制
- WBSC認證賽事
- 沒有投手用球數限制
- 可使用三張外卡（超齡選手）

## 歷屆賽事概要

### 賽事成績
| 年度   | 舉辦國 |      | 冠軍賽 | 冠軍賽 | 冠軍賽   | 季軍賽 | 季軍賽 | 季軍賽 |
| 年度   | 舉辦國 | 冠軍 | 比數   | 亞軍   | 季軍     | 比數   | 第4名  |        |
| 2017年 | 東京   | 日本 | 7–0    |        | 中華臺北 | 不適用 | 不適用 |        |
| 2023年 | 東京   | 日本 | 4–3    |        | 中華臺北 | 4–3    |        |        |

### 最有價值球員及最佳十人
| 年度   | 冠軍 |          | 最有價值球員 （MVP） | 最佳十人      | 最佳十人 | 最佳十人 | 最佳十人 | 最佳十人 | 最佳十人 | 最佳十人 | 最佳十人 | 最佳十人 | 最佳十人 |
| 年度   | 冠軍 | 投手     | 最有價值球員 （MVP） | 捕手          | 一壘手   | 二壘手   | 三壘手   | 游擊手   | 外野手   | 外野手   | 外野手   | 指定打擊 |          |
| 2017年 | 日本 | 外崎修汰 | 田口麗斗             | 韓承澤        | 朱育賢   | 朴珉宇   | 西川龍馬 | 金河成   | 外崎修汰 | 松本剛   | 王柏融   | 近藤健介 |          |
| 2023年 | 日本 | 門脇誠   | 隅田知一郎           | 艾力克斯·霍爾 | 盧施煥   | 門脇誠   | 佐藤輝明 | 金周元   | 萬波中正 | 森下翔太 | 郭天信   | 陳傑憲   |          |

## 外部連結
- 官方網站(2017年)（英文）
- 官方網站(2023年)
- 亞洲職棒冠軍爭霸賽在台灣棒球維基館上的頁面（繁體中文）